# Bogvisir

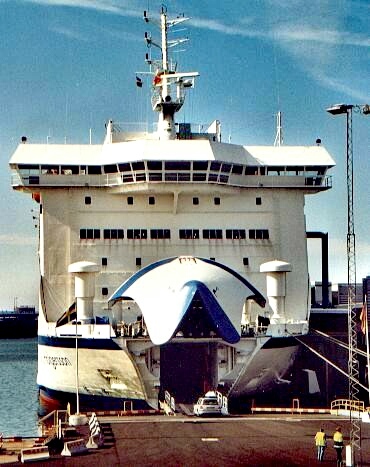
M/S Nils Holgersson med öppet bogvisir.

Bogvisir är den del av fören som öppnas för att ta ombord last på till exempel färjor. 

## Funktion
Då bogvisiret skall kunna öppnas betyder det vid traditionella lösningar att vågornas kraft mot fören tas upp av gångjärn och låsanordningar istället för av svetsfogar som på fartyg utan bogvisir. Krafterna kan vara stora och underskattades under 1970-talet, delvis på grund av ofullständiga räknemodeller, delvis på grund av den snabba utvecklingen inom skeppsbygge.
Under de senaste decennierna har bogvisir allt mer ersatts av en annan typs bogportar (”clam doors”) som fungerar som ett musselskal och tros vara säkrare än bogvisir.
På havsgående RORO-fartyg är det vanligt att inte ha bogvisir utan istället köra ombord och i land endast via aktern. På färjor där snabb lastning och lossning är viktigt är detta dock opraktiskt. Moderna sådana fartyg har antingen betydligt kraftigare bogvisir eller konstruktioner där fören till exempel öppnas åt sidorna alternativt att man kan köra in från sidan.

## M/S Estonias bogvisir

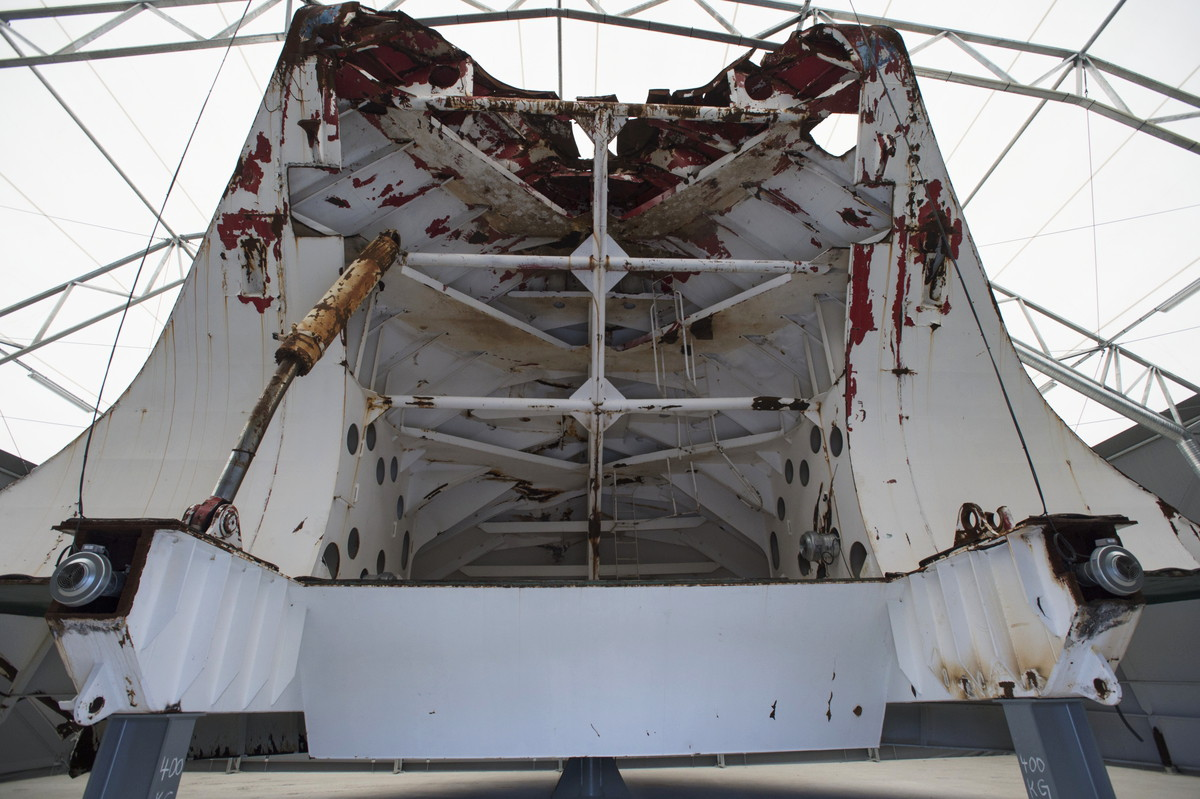
M/S Estonias bogvisir på Musköbasen.

Estoniakatastrofen orsakades av att Estonias bogvisir bröts upp och lossnade. Vid utredningen av olyckan konstaterades att krafterna som bogvisiret utsattes för vid 3-4 meters signifikant våghöjd motsvarade visirets vid konstruktion beräknade hållfasthet, utan väsentlig säkerhetsmarginal. Innan olyckan hade ett antal incidenter rapporterats också från andra färjor. I januari 1993, cirka ett och ett halvt år före Estoniakatastrofen, drabbades till exempel Estonias systerfartyg M/S Diana II av en incident då hon gick på linjen Rostock–Trelleborg. I storm på öppet hav konstaterades att vatten läckte in från bogrampen och då man kommit i lä konstaterades att visirets låsanordningar skadats. Fartyget fick gå in på reparation före återfärd. Reglerna för bogvisiren på Östersjöfärjorna skärptes redan innan dessa incidenter, men det gällde endast nybyggen.
Estonias bogvisir bärgades i oktober 1994 och placerades först i den finska staden Hangö. Hösten 1999 fick Sjöhistoriska museet visiret som gåva. Bogvisiret placerades sedan provisoriskt i Södertälje hamn och därefter på ön Älvsnabben i Haninge kommun. Sedan 29 september 2005 förvaras visiret i en klimatkontrollerad byggnad på Musköbasen, uppförd av Fortifikationsverket.